# Espermina
Espermina é uma poliamina envolvida no metabolismo celular encontrada em células eucarióticas. Formada a partir da espermidina, ela é encontrada em uma larga variedade de organismos e tecidos e é um fator essencial de crescimento em algumas bactérias. Ela é encontrada na forma de policátion no pH fisiológico. Espermina é associada com os ácidos nucleicos e é também com a estabilidade da estrutura helical, particularmente em vírus.
Cristais de fosfato de espermina foram descritos primeiramente em 1678, no sêmen humano, por Anton van Leeuwenhoek. O nome espermina foi usado pela primeira vez na Alemanha pelos químicos Ladenburg e Abel em 1888, e a correta estrutura da espermina não tinha sido estabelecida até 1926.